# Lee Dong-soo (cầu thủ bóng đá)
Đây là một tên người Triều Tiên, họ là Lee.
Lee Dong-soo (tiếng Hàn: 이동수; sinh ngày 3 tháng 6 năm 1994) là một cầu thủ bóng đá Hàn Quốc thi đấu ở vị trí tiền vệ phòng ngự cho Jeju United.

## Sự nghiệp
Lee ký hợp đồng với Daejeon Citizen vào tháng 1 năm 2016.